# グリーンリーフ (テレビドラマ)
『グリーンリーフ』（Greenleaf）は2016年から2020年にアメリカ合衆国のオプラ・ウィンフリー・ネットワーク局で放送されたテレビシリーズ。アメリカでは2020年6月から8月にかけて最終シーズン5が配信された。日本ではNetflixで配信されている。

## あらすじ
テネシー州・メンフィスの巨大教会を運営するグリーンリーフ家。清廉潔白で幸せに満ちた彼らの笑顔の下には、欲望と愛憎渦巻く数々の罪深い秘密が隠されていた。

## キャラクター
ジェームズ・グリーンリーフ "ビショップ"
演-キース・デイヴィッド、日本語吹替‐玉野井直樹
グリーンリーフ家の家長で、カルヴァリー教会を運営するカリスマ監督 (キリスト教)。
メイ・グリーンリーフ "レディ・メイ"
演‐リン・ウィットフィールド、日本語吹替‐宮寺智子
ビショップの妻。
グレース・グリーンリーフ "ジジ"
演‐マール・ダンドリッジ、日本語吹替‐藤本喜久子
ビショップとメイの娘。牧師。
ソフィア・グリーンリーフ
演‐デジレ・ロス、日本語吹替‐逢沢ゆりか
グレースの娘。
ジェイコブ・グリーンリーフ
演‐ラマン・ラッカー、日本語吹替‐高瀬右光
ビショップとメイの息子。トライアンフ教会の牧師。
ケリッサ・グリーンリーフ
演‐キム・ホウソーン、日本語吹替‐岡寛恵
ジェイコブの妻。
ゾラ・グリーンリーフ
演‐ラビー・シモーヌ、日本語吹替‐川端麻衣
ジェイコブとケリッサの娘。
チャリティー・グリーンリーフ
演‐デボラ・ジョイ・ウィナンス、日本語吹替‐森なな子
カルヴァリー教会の歌手。
ケビン
演‐タイ・ホワイト、日本語吹替‐矢野正明
チャリティーの夫。
マック
演‐グレゴリー・アラン・ウィリアムズ、日本語吹替‐魚建
メイとメイビスのきょうだい。
メイビス
演‐オプラ・ウィンフリー、日本語吹替‐小宮和枝
メイとマックのきょうだい。
マリセル
演‐Vicky Eng、日本語吹替‐入江純
グリーンリーフ家に仕える家政婦。
ダリウス
演‐リック・フォックス、日本語吹替‐さかき孝輔
ジャーナリスト。グレースと恋仲となる。
アイザイア
演‐ロション・フェガン、日本語吹替‐清水裕亮
ティーンに人気の歌手。ゾラのボーイフレンドとなる。

## エピソード
| シーズン | シーズン | 話数 | 話数 | 放送期間      | 放送期間       |
| シーズン | シーズン | 話数 | 話数 | 初回放送      | 最終回放送     |
| -------- | -------- | ---- | ---- | ------------- | -------------- |
|          | 1        | 13   | 13   | 2016年6月21日 | 2016年8月31日  |
|          | 2        | 16   | 16   | 2017年3月15日 | 2017年9月27日  |
|          | 3        | 13   | 13   | 2018年8月28日 | 2018年11月21日 |
|          | 4        | 10   | 10   | 2019年9月3日  | 2019年11月5日  |
|          | 5        | 8    | 8    | 2020年6月23日 | 2020年8月11日  |